# 黑澤氏袋蛛
黑澤氏袋蛛（学名：Clubiona kurosawai）为袋蛛科袋蛛屬下的一个种。